# Joanna Worek
Joanna Worek est une joueuse d'échecs tchèque née le 23 janvier 1986 à Pszczyna en Pologne.
Au 1er février 2021, elle est la première joueuse tchèque avec un classement Elo de 2 322 points.

## Biographie et carrière
Grand maître international féminin depuis 2013, Joanna Worek a représenté la Pologne lors de l'Olympiade d'échecs féminine de 2012 (1 partie disputée comme remplaçante) et du championnat d'Europe d'échecs des nations de 2013 (4,5 points marqués sur 9 au premier échiquier de l'équipe C de Pologne qui finit neuvième). Elle est affiliée à la fédération tchèque des échecs depuis 2016 et remporta le championnat de la République tchèque en 2016.
Elle représenta la République tchèque lors des olympiades féminines de 2016 (marquant 5,5 points sur 10 au premier échiquier) et 2018 (marquant 6,5 points sur 9 au deuxième échiquier) et du championnat d'Europe par équipes de 2017.